# International Organisation of Employers
Die International Organisation of Employers (IOS) wurde 1920 gegründet. Sie ist ein internationaler Arbeitgeberverband und vertritt die Interessen privater Unternehmen bei der Gestaltung von Arbeits- und Sozialpolitik. Sitz der Nichtregierungsorganisation ist Genf. Im Frühjahr 2013 hatte sie 150 nationale Arbeitgeberorganisationen aus 143 Ländern als Mitglied. Das deutsche Mitglied der Organisation ist die Bundesvereinigung der Deutschen Arbeitgeberverbände (BDA), das österreichische Mitglied die Industriellenvereinigung (IV) und aus der Schweiz ist die Union Patronale Suisse (UPS) beteiligt.

## Geschichte
Die Organisation wurde im März 1920 unter der Bezeichnung International Organisation of Industrial Employers (IOIE) in London gegründet. Die erste Vollversammlung fand im Oktober 1920 in Brüssel statt. Die ersten Mitglieder des Verbandes waren neben einigen lokalen Organisationen die nationalen Arbeitgeberverbände  aus Belgien, Frankreich, dem Vereinigten Königreich (Federation of British Industries), Italien (Confindustria), Spanien und Lateinamerika. Generalsekretär des Verbandes ist seit 2012 der Neuseeländer Brent Wilton; er folgte Antonio Peñalosa, der die Organisation 13 Jahre geleitet hatte.

## Aktivitäten und Mitglieder
Zweck ist unter anderem die Schaffung günstiger Rahmenbedingungen für erfolgsorientiertes und soziales Unternehmertum in stabilen Märkten. Dazu sollen politische Entscheidungsträger beeinflusst und die Öffentlichkeit zu der Argumentation der Arbeitgeber informiert werden.
Die IOE dient als Sekretariat der Arbeitgeberkommission der Internationalen Arbeitsorganisation (ILO) der Vereinten Nationen und nimmt als eine der drei Tarifparteien an der International Labour Conference teil. Darüber hinaus ist der Verband bei internationalen Konferenzen, wie den Treffen der G20, beteiligt; oft kooperiert er dabei mit dem Business and Industry Advisory Committee der OECD. Ebenso arbeitet die IOS mit anderen multinationalen Organisationen zusammen, wie der Weltgesundheitsorganisation, dem Umweltprogramm der Vereinten Nationen, der Internationalen Organisation für Migration sowie der Weltbank.
Neben den oben genannten Verbänden aus dem D-A-CH-Raum sind weitere bedeutende Mitglieder der IOS:
| - Unión Industrial Argentina (UIA), Argentinien - Australian Chamber of Commerce & Industry (ACCI), Australien - Fédération des Entreprises de Belgique (FEB), Belgien - Confederação Nacional da Indústria (CIS), Brasilien - China Enterprise Confederation (CEC), China - Mouvement des Entreprises de France (MEDEF), Frankreich - Japan Business Federation (NIPPON - KEIDANREN), Japan - Canadian Employers’ Council, Kanada - Korea Employers’ Federation (KEF), Süd-Korea - VNO-NCW, Niederlande | - Pracodawcy Rzeczypospolitej Polskiej, Polen - Associação Industrial Portuguesa (AIP), Portugal - Svenskt näringsliv, Schweden - Confederación Española de Organizaciones Empresariales (CEOE), Spanien - Business Unity South Africa (BUSA), Südafrika - Turkish Confederation of Employer Associations (TISK), Türkei - Confederation of British Industry (CBI), Vereinigtes Königreich - United States Council for International Business (USCIB), USA |